# Tyler Cain
Pour les articles homonymes, voir Cain (homonymie).
Tyler Lee Cain, né le 30 juin 1988 à Rochester au Minnesota, est un joueur américain de basket-ball.